# Přebuz
Přebuz (německy Frühbuß) je město v okrese Sokolov v Karlovarském kraji. Leží v nadmořské výšce 886 metrů. Žije zde 70 obyvatel. Přebuz má nejnižší počet obyvatel ze všech měst v Česku. Součástí města jsou i katastry dnes již zaniklých obcí Chaloupky a Rolava.

## Historie

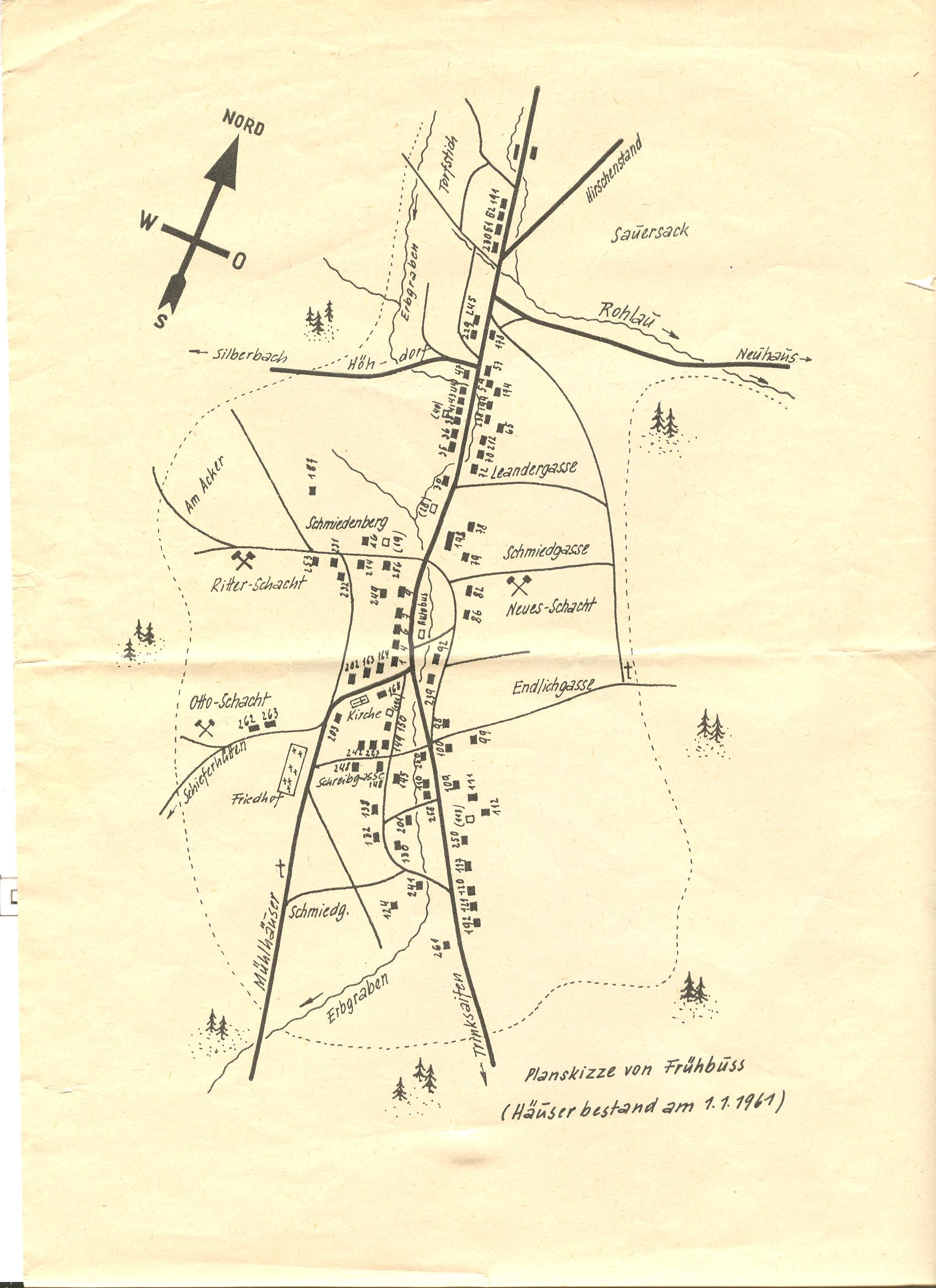
Situační plán zástavby z roku 1961

Založení Přebuzi je spojeno s bohatými nálezy cínové rudy. Letopočet údajného založení Přebuzi uvádí přebuzská kronika (založena 1836). Podle ní byla osada Přebuz založena roku 1347 německými kolonisty. Tentýž údaj je uveden v i kronice obce Jelení. Tyto údaje jsou však dnes již neověřitelné, ale dost pravděpodobné.
Ještě v roce 1898 byl na stropě jedné z místností na radnici rozeznatelný znak Přebuzi s datem 13. března 1347. Nejstarší minulost Přebuzi je spojena s Jindřichovicemi. Podle kupní smlouvy z roku 1340 koupil ves Jindřichovice Peter Plik z Plikenštejna i s cínovými doly (nejspíše rýžoviště). V tom případě se muselo jednat o ještě neexistující Přebuz, neboť v bezprostřední okolí Jindřichovic nejsou a nikdy nebyla naleziště cínových rud (jen olověné rudy). Mathesius roku 1564 zaznamenal, že v roce 1400 bylo hornictví v Přebuzi v plném rozkvětu. Letopočet 1347 v přebuzské kronice je neprokazatelný, ale historicky věrohodný.
První písemná zmínka o obci pochází z roku 1542, přebuzská pozemková kniha byla založena roku 1543. Listina zásadní důležitosti pochází z roku 1553, kdy byly Přebuzi uděleny některé svobody a výsady. Povýšení Přebuzi na horní městečko roku 1553 mělo velký význam pro rozvoj hornictví. Dolování mělo s ohledem na množství odvalů značný rozsah. Na staré hornické mapě je zakresleno 45 těžených žil. Pro kontrolu báňského podnikání zřídili Šlikové roku 1556 v Přebuzi horní úřad. V době třicetileté války (1618–1648) docházelo k pozvolnému úpadku dolů. Oživení nastalo až koncem 17. století. Právě v období 1698–1760 dosáhla prosperita dolů největšího rozkvětu. V 19. století byly podnikány marné pokusy o obnovení těžby. K výraznějšímu obnovení těžby došlo až roku 1933 na Ritterově šachtě švýcarskou společností, která těžní jámu prohloubila a propojila se šachtou Otto. Před druhou světovou válkou žilo ve městě a okolí téměř 3000 obyvatel, většinou německé národnosti. Německá říše potřebovala cín k válečným a průmyslovým účelům a tak od švýcarské společnosti důlní závod (pod nátlakem) odkoupila. Vytěžená ruda byla zpracovávána na úpravně, která pracovala ve třísměnném provozu až do května 1945. Po skončení války přešel přebuzský závod pod správu Rudných dolů Příbram. Nastřílená a ještě nevytěžená ruda mohla po skončení války zásobovat úpravnu déle než rok. Po náhodném nálezu smolince roku 1946 došlo k zahájení báňského průzkumu na uranovou rudu, který byl pro neperspektivnost ukončen. Následně byla provedena likvidace dolů.

## Současnost
Dne 22. června 2007 byl obci vrácen status města.
Přebuz je především rekreační středisko. V okolí se nachází mnoho turistických a cykloturistických tras, které se v zimě využívají jako lyžařské. Město a okolí byly vyhlášeny Přírodním parkem Přebuz o rozloze 9859 hektarů. Zde se nachází národní přírodní rezervace Rolavská vrchoviště, jejíž součástí se staly, dnes už bývalé, národní přírodní rezervace Velké jeřábí jezero a Velký močál. Dalšími maloplošnými chráněnými územími jsou přírodní památky Přebuzské vřesoviště a Rašeliniště Haar.

## Obyvatelstvo
Při sčítání lidu v roce 1921 zde žilo 1 446 obyvatel (z toho 655 mužů), z nichž byl jeden Čechoslovák, 1 411 Němců a 34 cizinců. Až na tři evangelíky, jednoho žida a tři lidi bez vyznání se hlásili k římskokatolické církvi. Podle sčítání lidu z roku 1930 mělo město 1 396 obyvatel: šestnáct Čechoslováků, 1 352 Němců a 28 cizinců. Převažovala římskokatolická většina, ale žilo zde také patnáct evangelíků, jeden člen církve československé, jeden člen nezjišťovaných církví a devět lidí bez vyznání.
| Rok            | 1869  | 1880  | 1890  | 1900  | 1910  | 1921  | 1930  | 1950 | 1961 | 1970 | 1980 | 1991 | 2001 | 2011 | 2021 |
| -------------- | ----- | ----- | ----- | ----- | ----- | ----- | ----- | ---- | ---- | ---- | ---- | ---- | ---- | ---- | ---- |
| Počet obyvatel | 1 322 | 1 300 | 1 344 | 1 478 | 1 587 | 1 446 | 1 396 | 134  | 202  | 115  | 100  | 56   | 73   | 69   | 69   |
| Počet domů     | 134   | 190   | 182   | 206   | 207   | 211   | 227   | 250  | 56   | 32   | 32   | 37   | 45   | 47   | 51   |

| Rok            | 1869  | 1880  | 1890  | 1900  | 1910  | 1921  | 1930  | 1950 | 1961 | 1970 | 1980 | 1991 | 2001 | 2011 | 2021 |
| -------------- | ----- | ----- | ----- | ----- | ----- | ----- | ----- | ---- | ---- | ---- | ---- | ---- | ---- | ---- | ---- |
| Počet obyvatel | 2 894 | 2 850 | 2 982 | 3 104 | 3 264 | 2 838 | 2 771 | 163  | 202  | 115  | 100  | 56   | 73   | 69   | 69   |
| Počet domů     | 329   | 417   | 412   | 452   | 420   | 422   | 464   | 484  | 56   | 32   | 32   | 37   | 45   | 47   | 51   |

## Lidová architektura

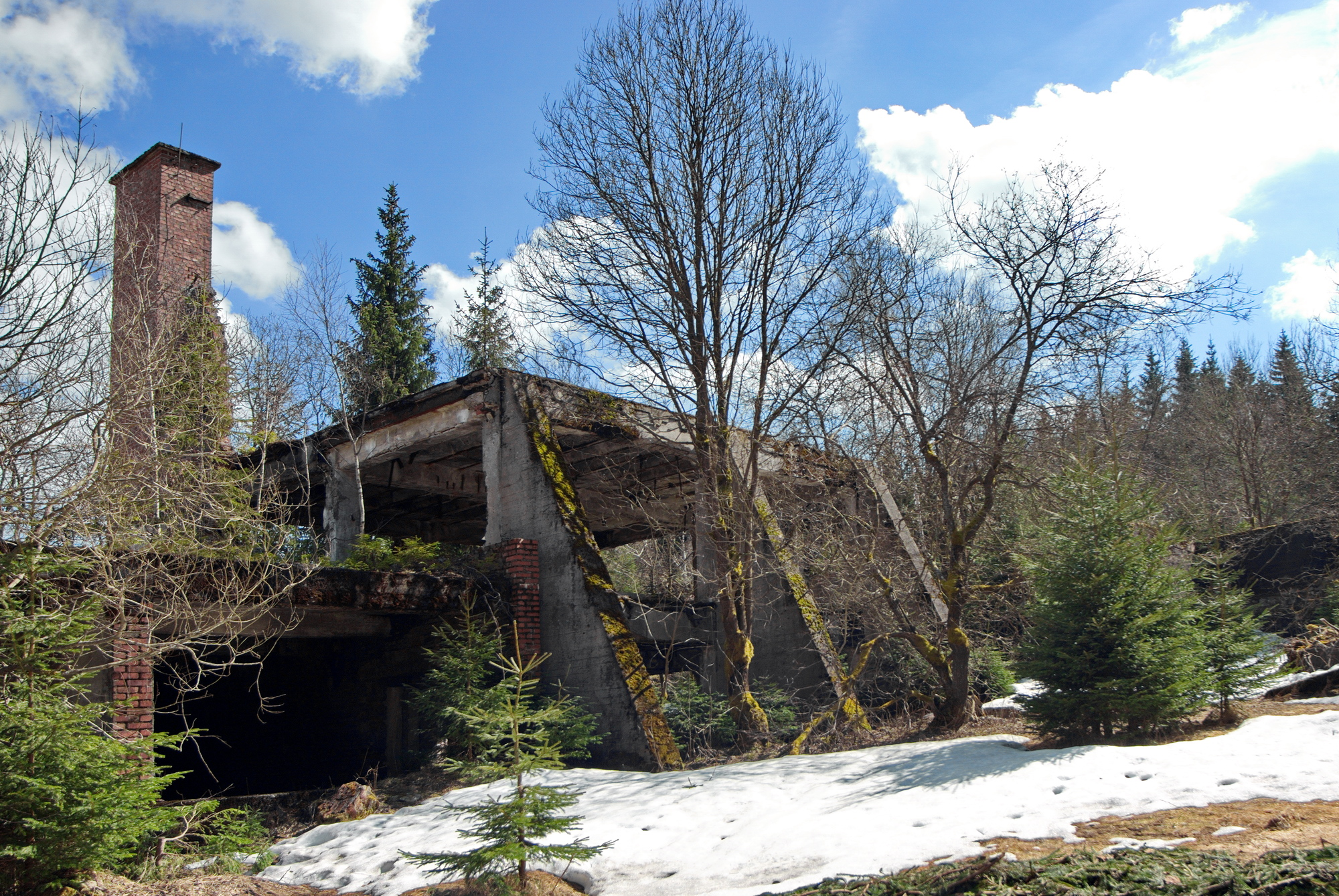
Ruiny úpravny pod šachtou Otto

Ze starší zástavby města zůstalo jen malé množství domů. Ještě v roce 1930 stálo v obci 227 domů, převážně z přelomu 18. a 19. století. Z nich se do současnosti (2017) dochovalo jen 66. Stojící zástavba se však dochovala bez většího narušení novodobou výstavbou. Zásluhu na tom mají chalupáři, trvale obydlených objektů je pouze 21 domů. Zástavba tvoří soubor lidové architektury roubených a hrázděných stavení. Jednotlivé samostatně stojící domy jsou převážně podél místních silnic a cest. Vzhledem k tvrdým klimatickým podmínkám se v Přebuzi nerozvíjelo klasické zemědělské hospodářství s pěstováním zemědělských plodin a město bylo značně závislé na dovozu potravin. Jediné, co se rozvíjelo, bylo pastevectví. Proto zde nevznikaly usedlosti s uzavřenými dvory a domy byly spíše roztroušené. Kromě obytných domů se stavěly hospodářské objekty, především seníky. Stavebním materiálem bylo převážně dřevo. Přízemí se původně roubila a případná patra se stavěla z hrázděného zdiva. Tento typ staveb se do Přebuze rozšířil ze sousedního Saska a Durynska. Z důvodu drsného horského klimatu bývaly roubené stěny, hrázděná patra a později i štíty zakrývány obložením ze širokých prken. Okna byla po obvodě dekorativně lemována. Nad okna byly osazovány ozdobně vyřezávané římsy. Výtvarný výraz byl podtržen odlišným barevným provedením lemu a říms. Charakteristickým prvkem byly prkenné budky před vstupem, tzv. Schneehaus. Převládaly sedlové střechy, štíty byly dělené do dvou úrovní se svislým bedněním.
V horní části města se dochovaly dva významné domy. Tím prvním je mohutný dům ev. č. 46 (původně čp. 72), jenž je chráněn jako kulturní památka České republiky.
Dům pochází z období kolem poloviny 18. století, starší základy z přelomu 16. a 17. století. Mohutný patrový dům je zastřešený valbovou střechou, přízemí je roubené z mohutných trámů, patro je vyzdviženo z hrázděné konstrukce, kterou podepírá v části přední světnice podstávka. Objekt je chráněn dřevěným bedněním, výplně hrázděných konstrukcí jsou zděné z cihel, na některých místech se dochovaly starší výplně z proplétaných hatí. Štíty jsou rovněž hrázděné a bedněné. Objekt sloužil kdysi jako zájezdní hostinec. Jednotlivé místnosti mají hrázděné příčky a trámové stropy. Část půdy byla uzpůsobená pro skladování sena. Proti domu stojí přes silnici usedlost ev. č. 45 s roubeným přízemním domem a seníkem. V dolní části města se dochovaly převážně přízemní roubené domy ev. č. 10, 35, 36, 66 a 99.

## Pamětihodnosti
- Kostel svatého Bartoloměje – starý kostel byl v roce 1780 přestavěn v pozdně barokním slohu. Je jednolodní s polokruhovým závěsem presbytáře. Nad lodí je štíhlá osmihranná věžička. Jde o venkovský barokní, nově upravený kostel s rokokovým zařízením.
- Dům čp. 72, ev. č. 46 – původně zájezdní hostinec; patrový dům zastřešený valbovou střechou
- Areál cínového dolu Otto
- Národní přírodní rezervace Rolavská vrchoviště v k. ú. obce, která volně přechází do Německa. Pod ochranou obou států se tady v poklidu rozmnožuje malá populace tetřeva hlušce a několik dalších ohrožených ptačích druhů.[12]
- Do správního území města zasahuje ptačí oblast Západní Krušné hory.

## Fotogalerie

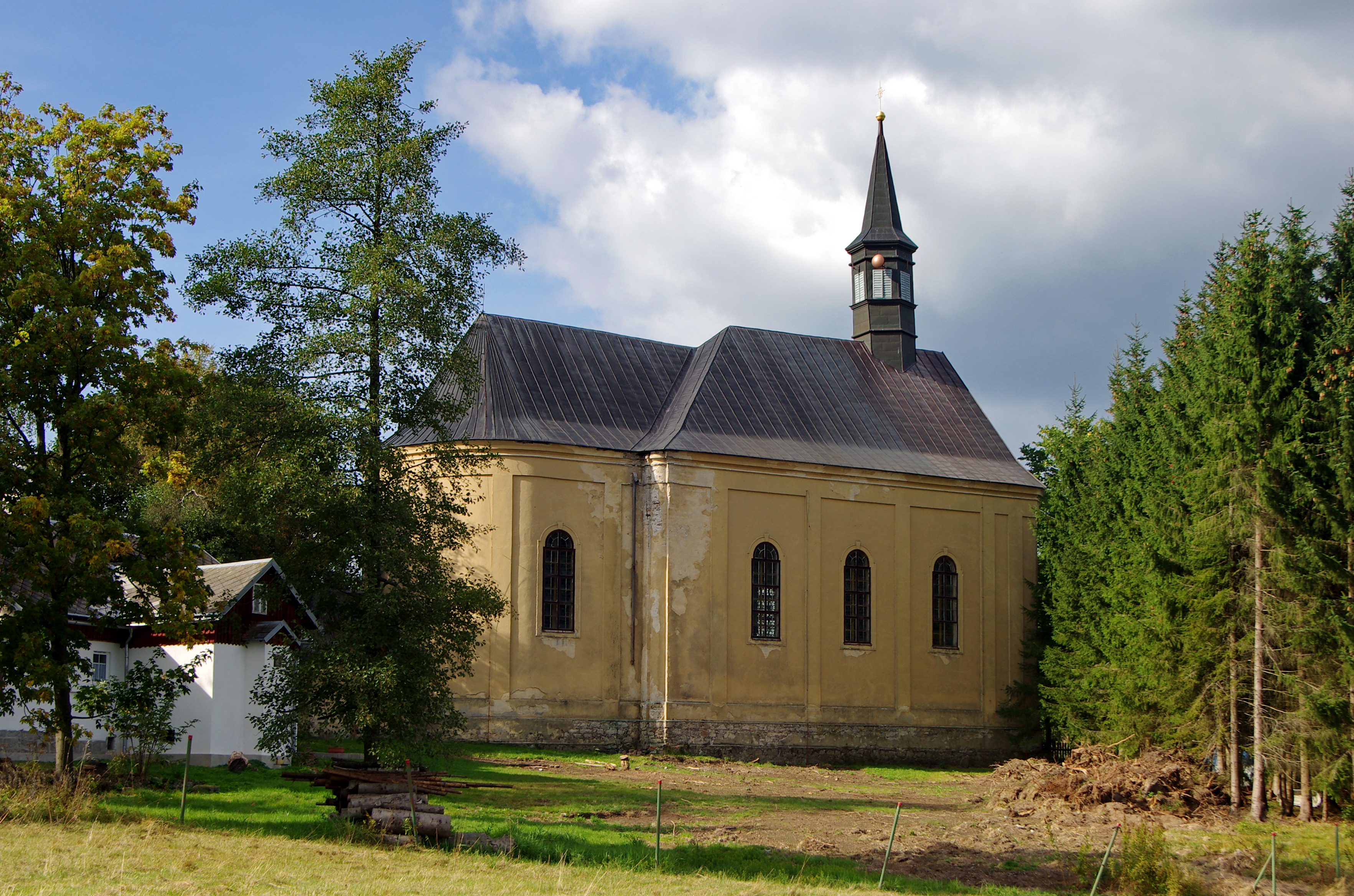
Kostel svatého Bartoloměje
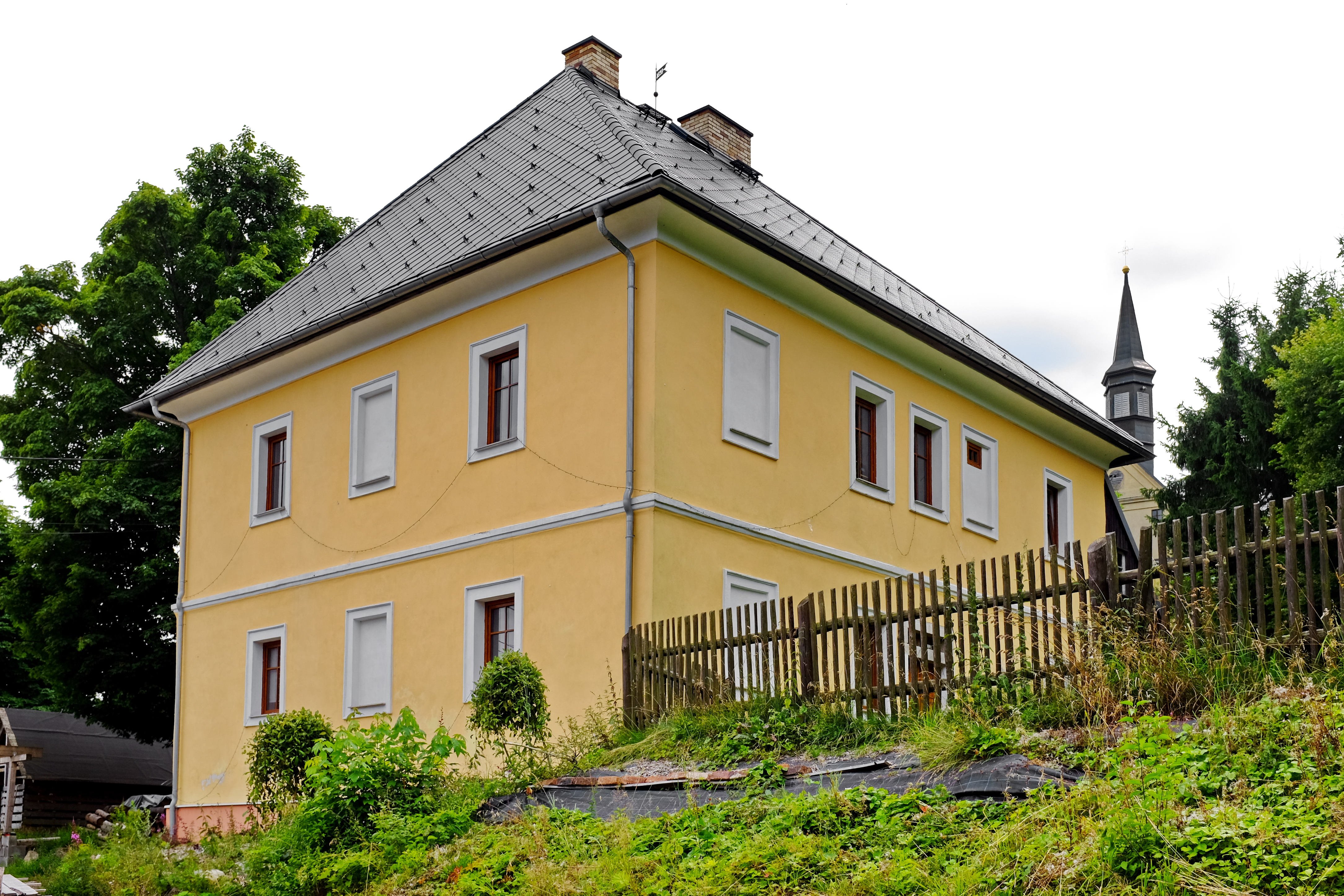
Bývalá fara
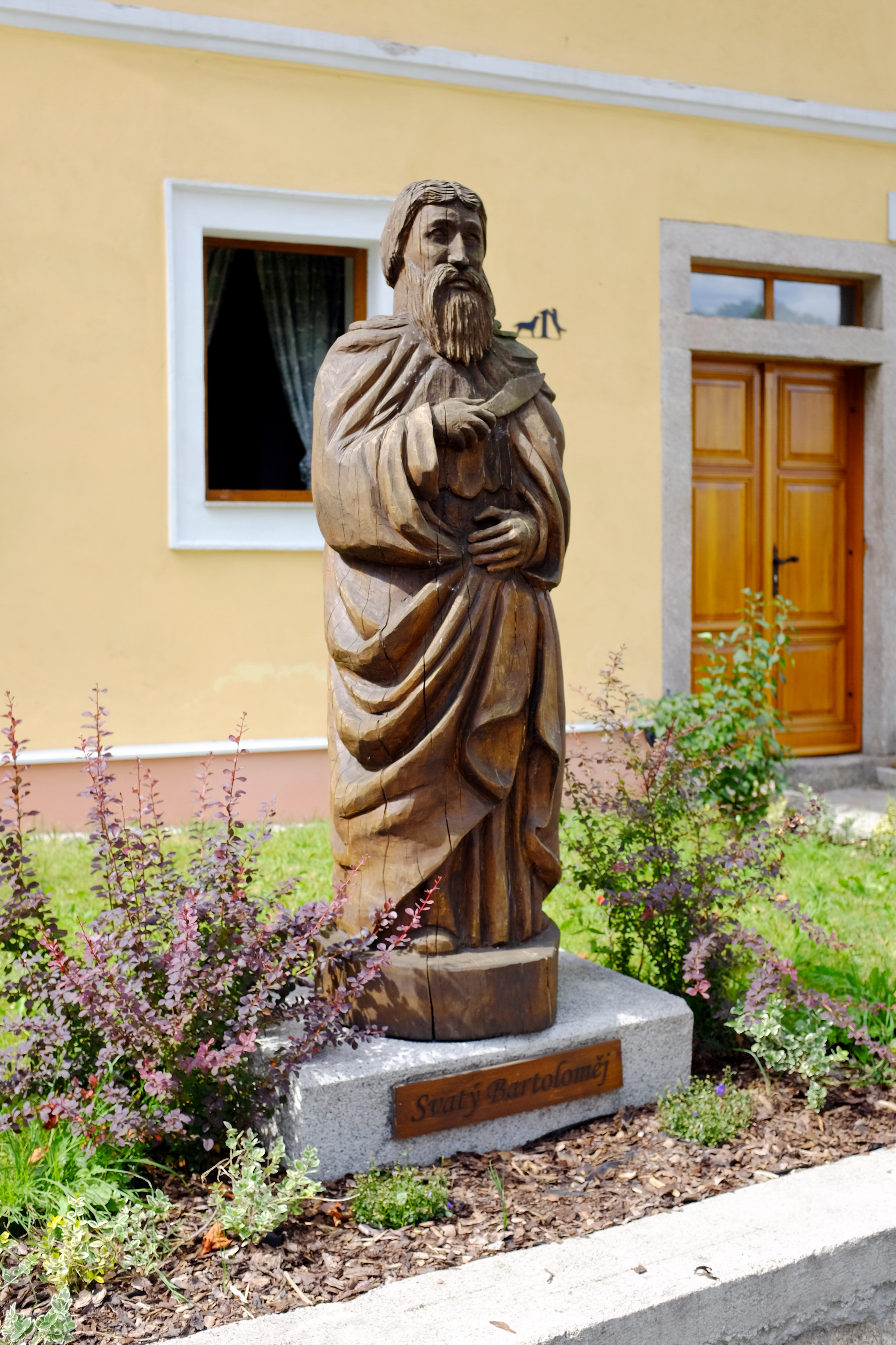
Socha svatého Bartoloměje
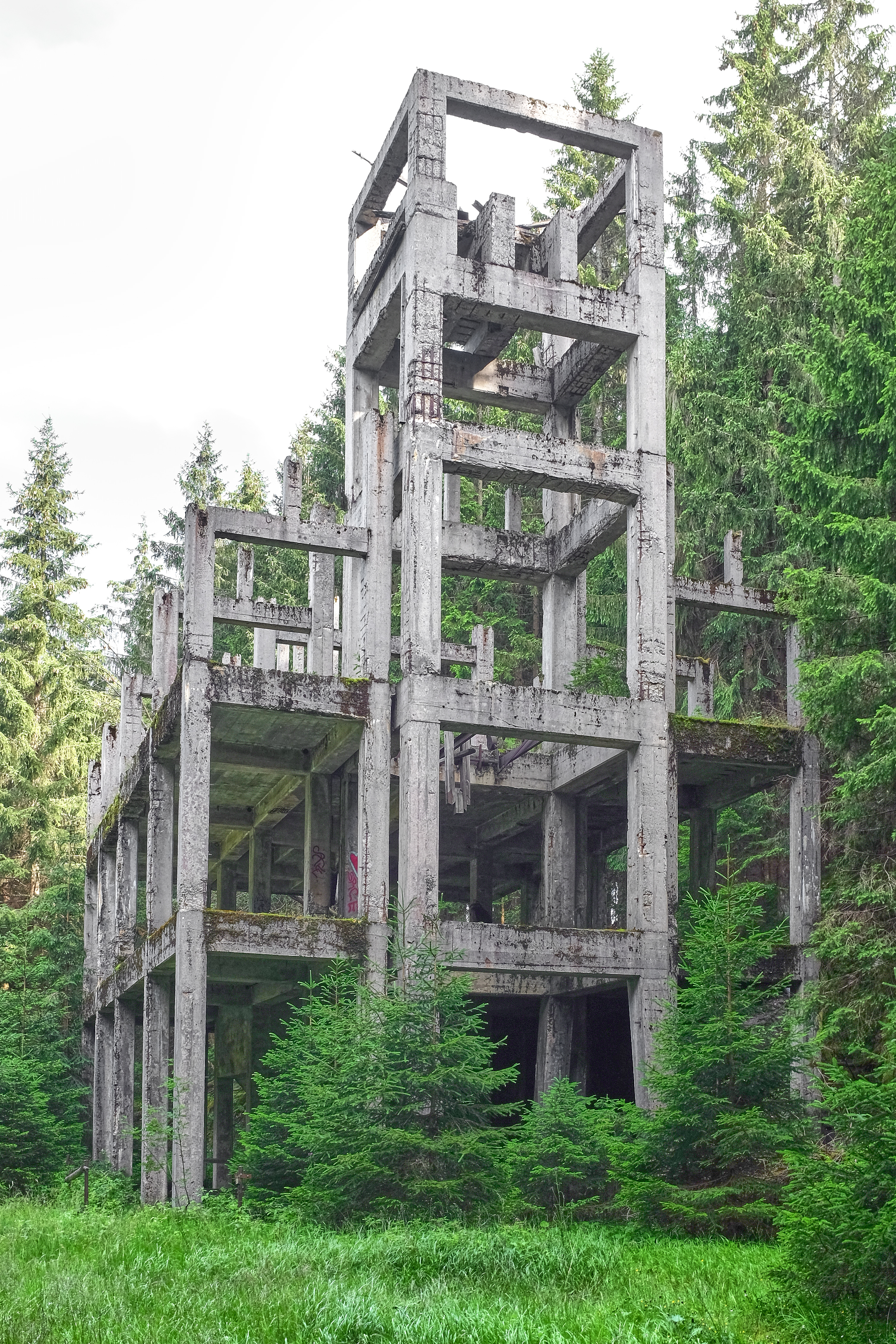
Skelet hlavní jámy dolu Otto
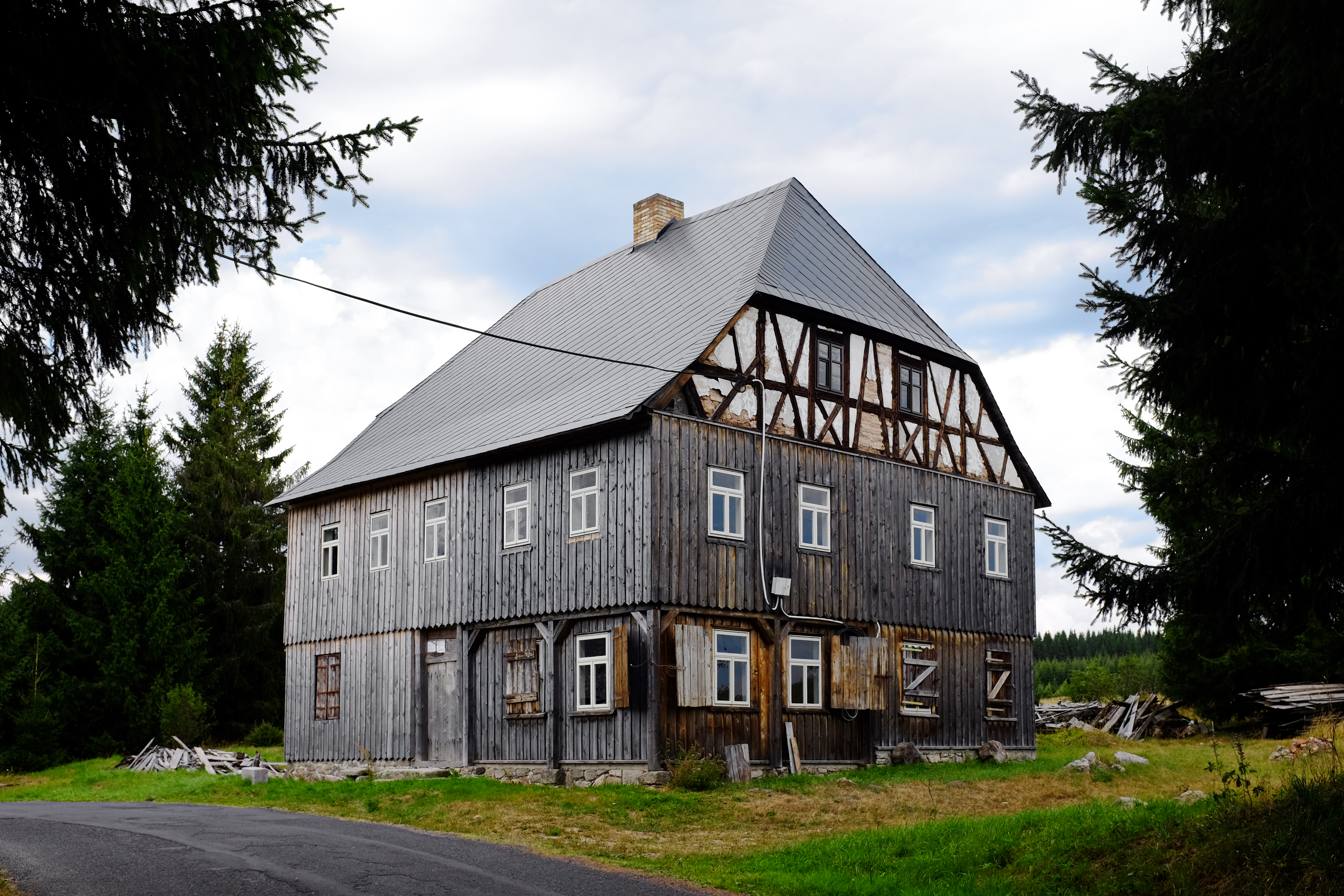
Dům ev. č. 46
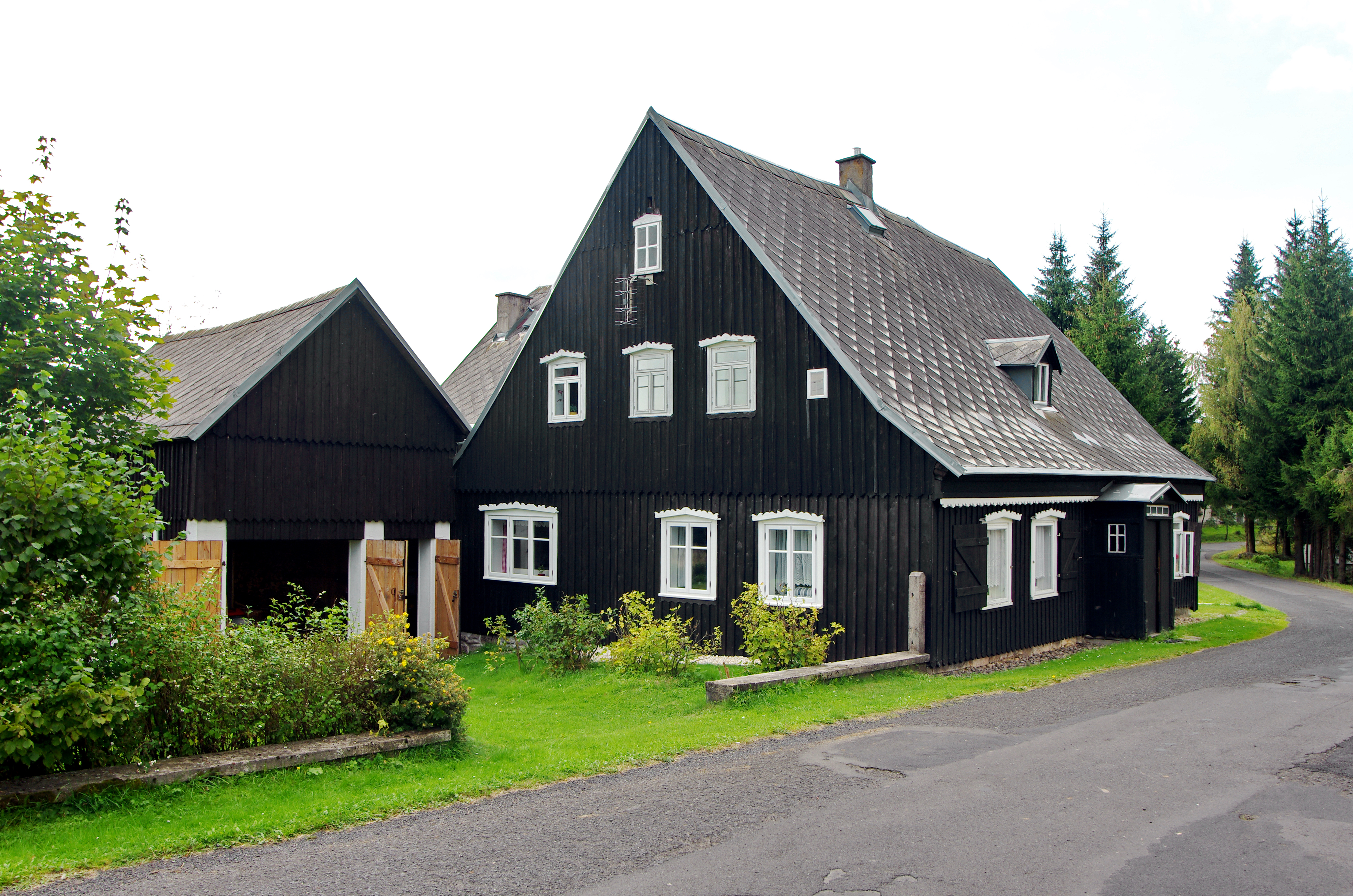
Dům ev. č. 45
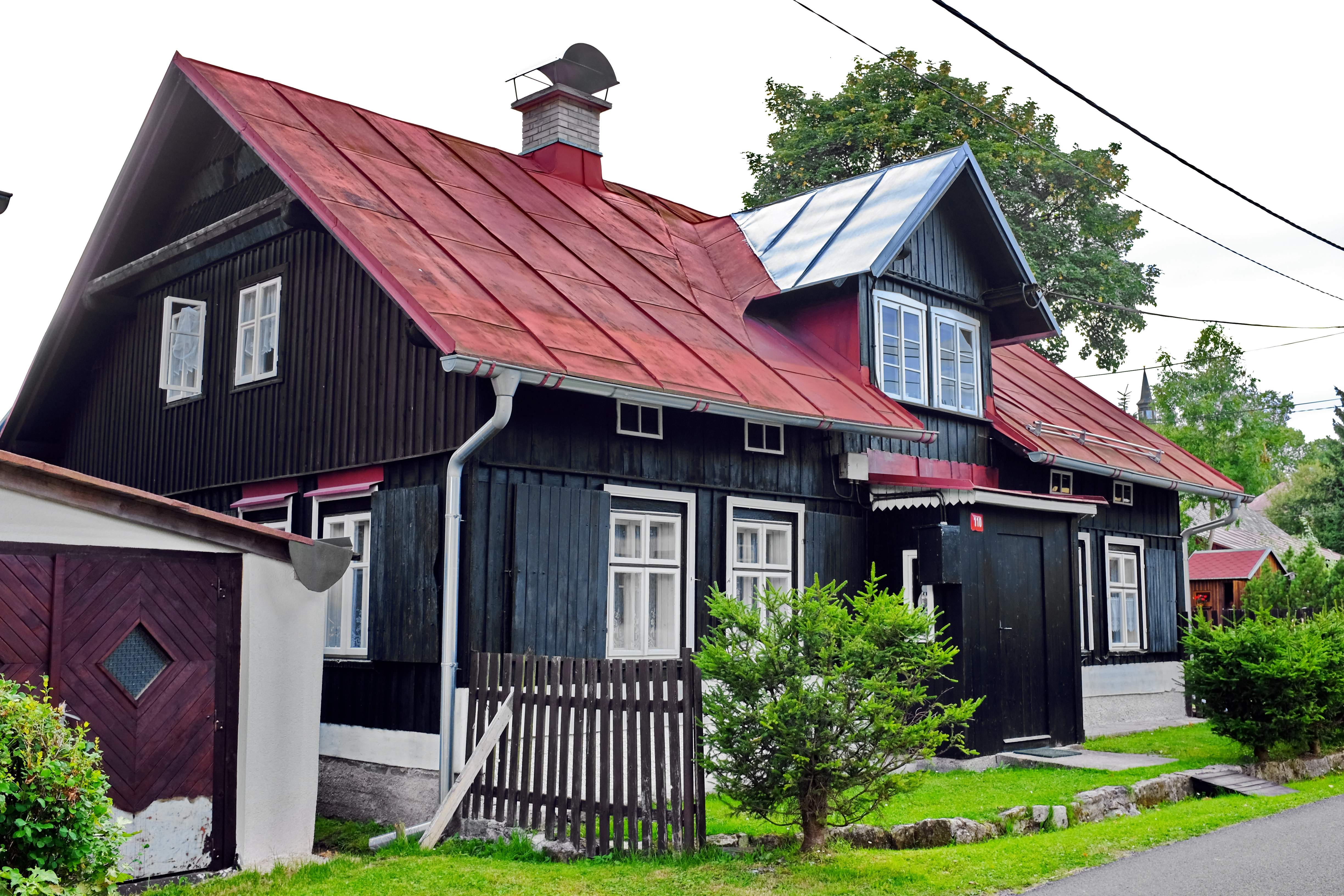
Dům čp. 110
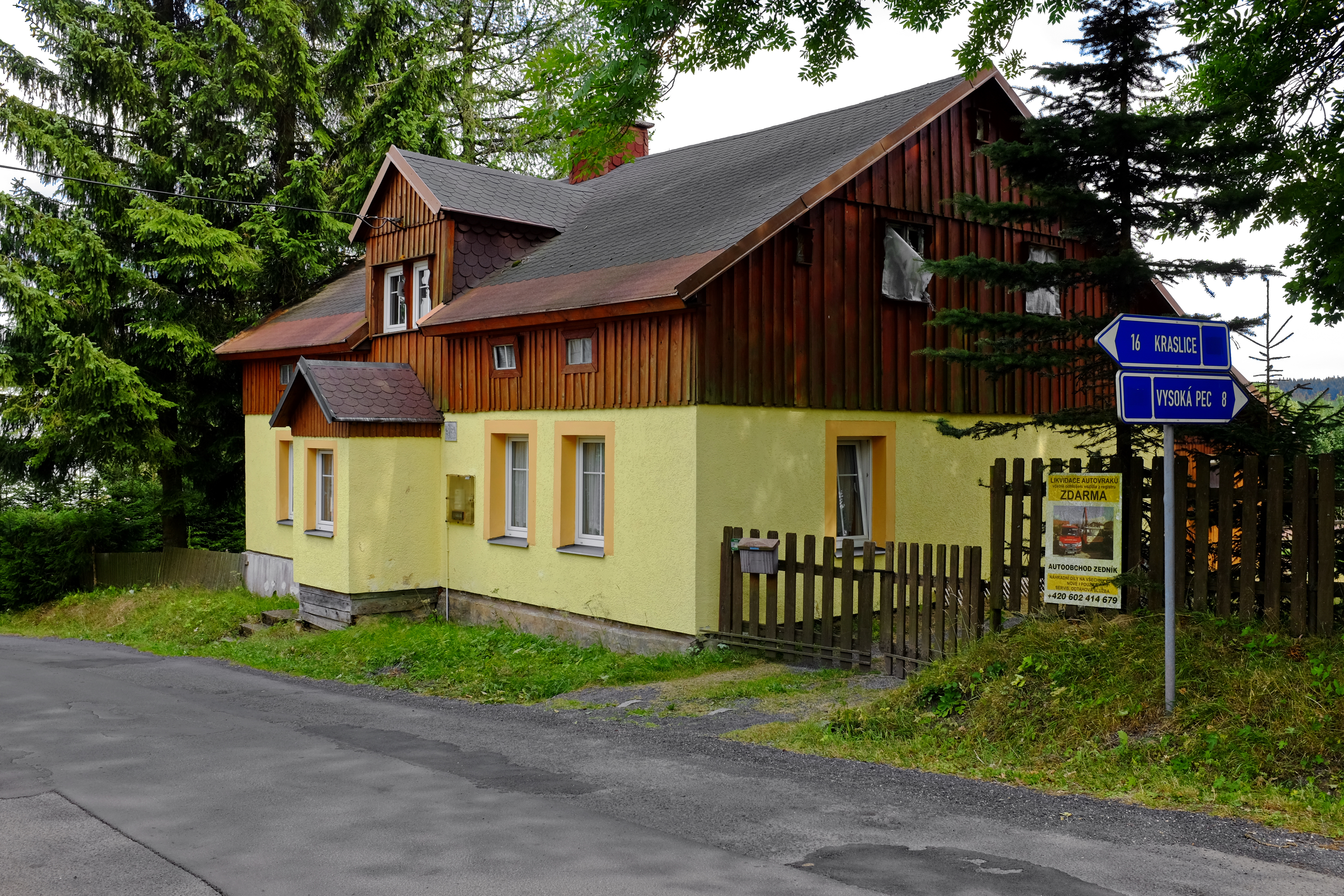
Dům čp. 168
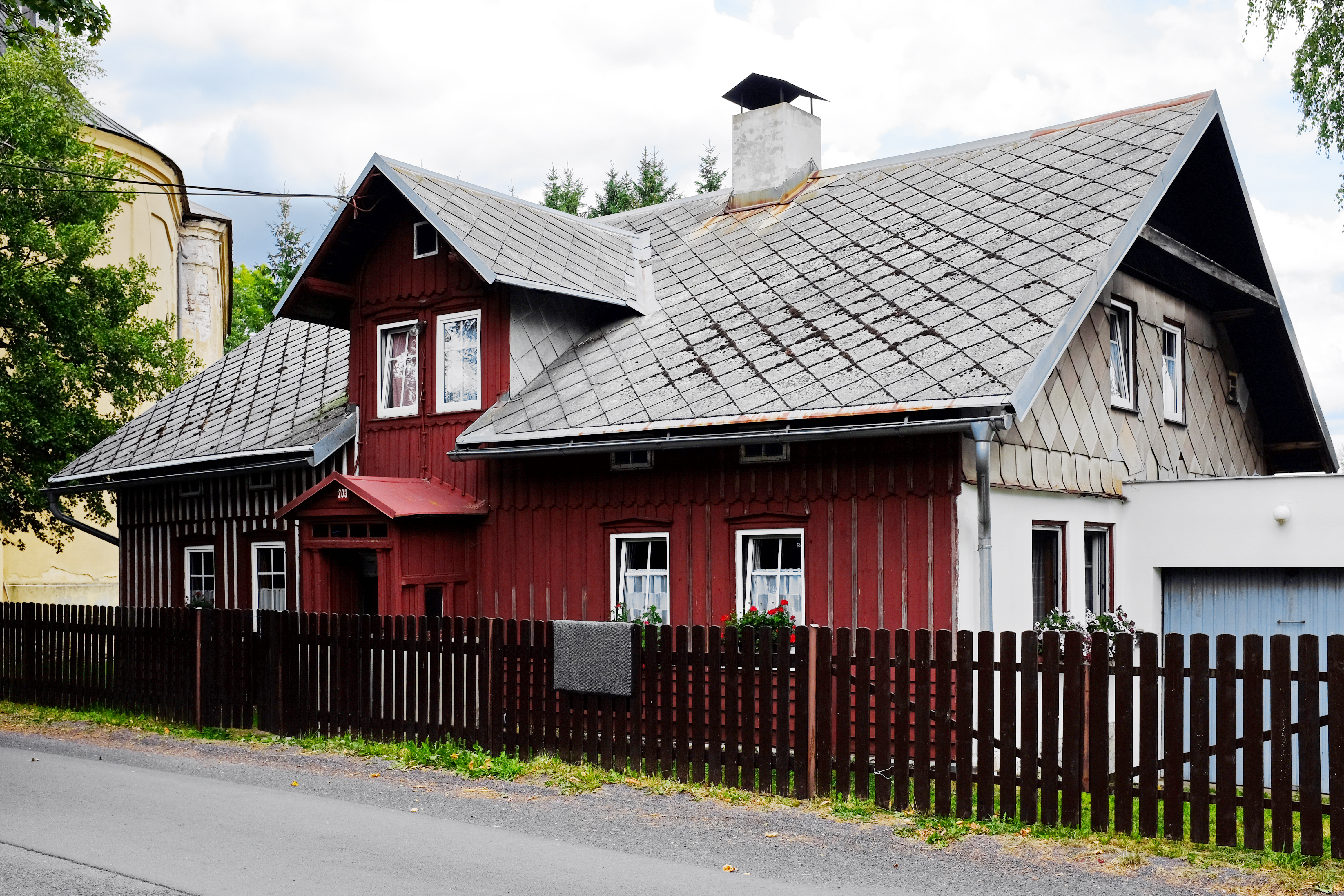
Dům čp. 203
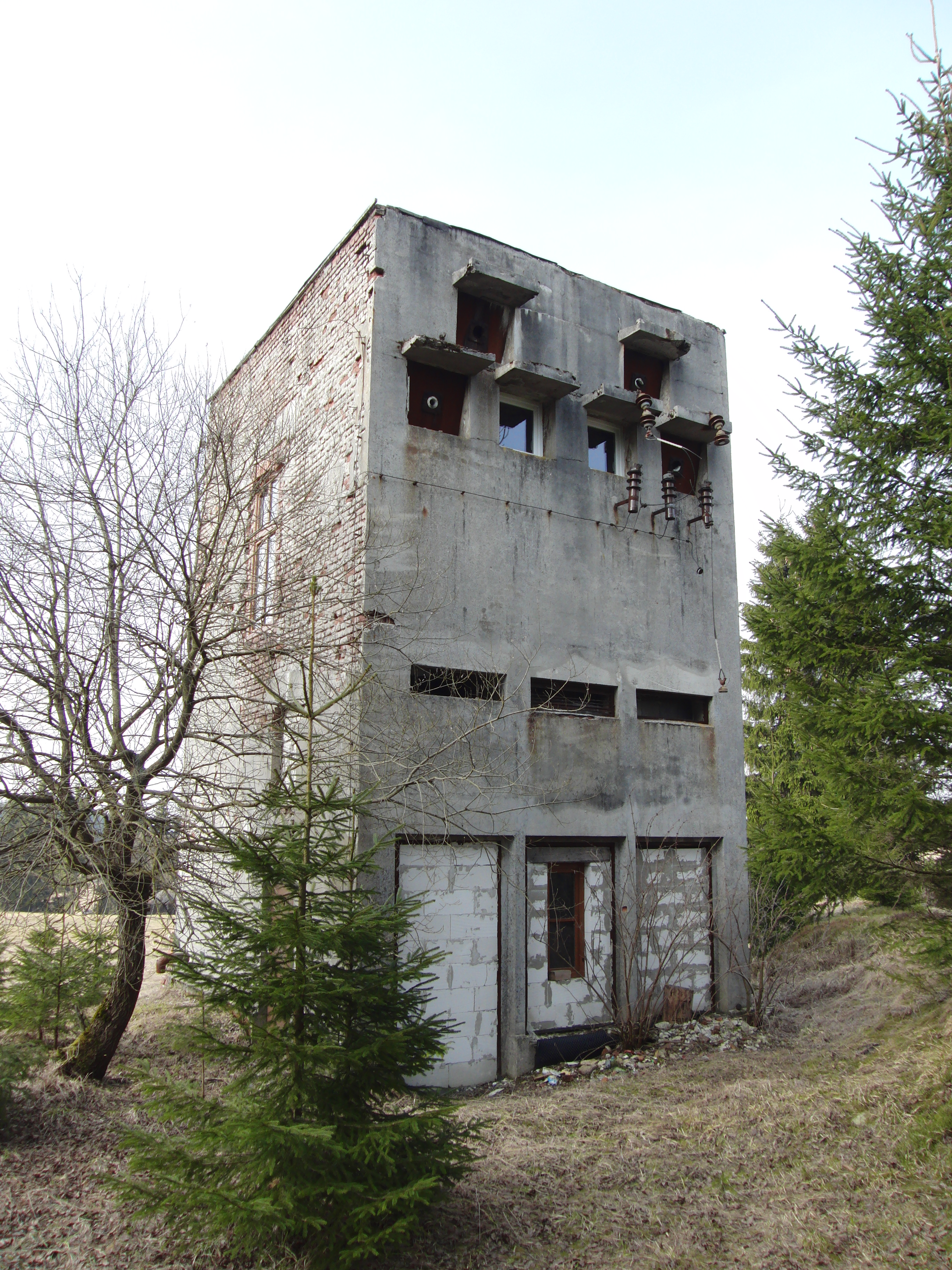
Pozůstatky dolu Ritter